# الن گوت
الن گوت (انگلیسی: Alan Guth؛ زاده ۲۷ فوریهٔ ۱۹۴۷) یک فیزیک‌دان در زمینه کیهان‌شناسی، فیزیک نظری، و فیزیک ذرات اهل ایالات متحده آمریکا است.